# Béatrice Martin (claveciniste)
Pour les articles homonymes, voir Béatrice Martin (homonymie) et Martin.
Béatrice Martin, née en 1973 à Annecy, est une claveciniste française.

## Biographie
Béatrice Martin commence le clavecin à l'âge de 6 ans parallèlement à la danse. Elle fait ses études au conservatoire de Genève puis de Paris.
Elle fonde en 2000 l’ensemble Les Folies françaises avec le violoniste et chef d’orchestre Patrick Cohën-Akenine.
Elle est professeure à l'école supérieure de Mùsica de Catalunya à Barcelone et est professeure invitée à la Juilliard School de New-York depuis 2015.
Elle a enregistré une dizaine de disques.
Son album  Bach : concertos pour clavecin a reçu un Diapason d'or.

## Prix et distinctions
- 1998 : Premier prix de clavecin au Festival de musique ancienne de Bruges[4]
- 1999 : Prix Bärenreiter Publishers
- 1999 : Révélation de l’ADAMI au MIDEM de Cannes[5]